# HiFi Bossanova
HiFi Bossanova è un album discografico del gruppo musicale britannico Matt Bianco, pubblicato nel 2009 dalla Ear Music.
Undicesimo album registrato in studio dal gruppo, è stato pubblicato a distanza di diversi anni dal precedente, Matt's Mood, che aveva visto protagonista la line-up originale con Mark Reilly, Basia e Danny White.
L'album si compone di undici brani, ed è caratterizzato da ritmi latineggianti e da arrangiamenti bossanova.
Presente anche Lost in You, vecchio brano del gruppo inserito nell'album Gran Via, qui riarrangiato in chiave bossanova.

## Tracce
1. HiFi Bossanova
2. Lost in You
3. Natural
4. Don't Look Back
5. Always on My Mind
6. The Way I Like it
7. Ba-De-Ah
8. Someone Else's Dream
9. Anna-Marie
10. Angel Divine
11. Matt's Chill